# فيسينت بريان
فيسينت بريان (9 مارس 1986 في فرنسا - ) (بالفرنسية: Vincent Briant)‏ هو لاعب كرة قدم فرنسي في مركز حراسة المرمى. شارك مع منتخب فرنسا تحت 16 سنة لكرة القدم ومنتخب فرنسا تحت 17 سنة لكرة القدم ومنتخب فرنسا تحت 18 سنة لكرة القدم ومنتخب فرنسا تحت 20 سنة لكرة القدم ومنتخب بريتاني لكرة القدم. أما مع النوادي، فقد لعب مع نادي سيدان ونادي نانت.